# Hengest
Hengest (oder Hengist) ist eine legendäre Gestalt des 5. Jahrhunderts n. Chr., die in zwei voneinander unabhängigen Quellensträngen auftaucht: einmal als Führer der angelsächsischen Invasion (Südost-)Britanniens und Gründer des Königreichs Kent, das andere Mal in der „Finnsage“ als Gefolgsmann des Dänenkönigs Hnæf. Obwohl Hengest also in zwei völlig verschiedenen Kontexten erscheint, könnte es doch zwischen den beiden eine Verbindung geben, also der Hengest der „Finnsage“ mit dem germanischen Invasor Hengest identisch sein. 
In der modernen Forschung wird er jedoch ebenso wie sein angeblicher Bruder Horsa eher nicht als historische Person, sondern als Konstrukt der späteren Überlieferung betrachtet.

## Hengest als angelsächsischer Eroberer
Frühmittelalterlichen Quellen zufolge (Beda Venerabilis, Angelsächsische Chronik, Nennius) begann Hengest zusammen mit seinem Bruder Horsa die angelsächsische Eroberung (zunächst Südost-)Englands.

### Gildas
Als erster Autor erwähnt der Mitte des 6. Jahrhunderts, etwa 100 Jahre nach den Ereignissen schreibende Gildas die Eroberung Südostbritanniens durch die Germanen. Laut diesem Schriftsteller lud ein im späteren Südengland herrschender „stolzer Tyrann“ gemeinsam mit den Vorstehern der romanisierten Städte auf der Insel „sächsische“ Söldner (foederati) ein, damit sie es nach dem Abzug der meisten römischen Soldaten gegen Plünderer aus dem heutigen Schottland schützten. Die Sachsen folgten laut Gildas dem Aufruf, landeten mit drei Kriegsschiffen in Britannien, schlossen einen Vertrag mit den Briten, siedelten sich im Südosten der Insel an und erhielten Nachzug aus ihrer Heimat. Sie beschwerten sich aber nach einer Weile über eine zu geringe Nahrungsmittelversorgung, meuterten und wandten sich gegen den Tyrannen, wobei sie weite Landstriche verwüsteten. Die Namen der germanischen Anführer werden in dieser kurzen Notiz des Gildas nicht angegeben, ebenso wenig eine absolute Chronologie. Aufgrund gallischer Chroniken nimmt man an, dass der Aufstand der sächsischen Söldner um 440 begann.

### Beda Venerabilis
Als früheste historische Quelle erwähnt der um 731 schreibende Kirchenhistoriker Beda Venerabilis den angeblichen Namen des Tyrannen – Vortigern – und die Gestalt des Hengest und dessen Bruder Horsa namentlich, folgt sonst aber im Wesentlichen Gildas. Auch nach seiner Darstellung rief Vortigern die Sachsen gegen die Einfälle nordischer Stämme (Pikten u. a.) zu Hilfe. Die Landung von Hengest und Horsa in England datiert Beda allerdings erst in das Jahr 449. Wie Gildas erzählt Beda nun, dass die Germanen ein Stück Land im Südosten der Insel zugewiesen erhielten und zunächst erfolgreich gegen Eindringlinge aus dem Norden kämpften, aber ständig weitere ihrer Stammesgenossen aus den germanischen Völkern der Jüten, Angeln und Sachsen nachholten, sich dann schließlich gegen die verbündeten Briten erhoben und Vortigerns Reich verheerten. Neu sind bei Beda die folgenden Notizen, dass nämlich Horsa in einer der Schlachten gegen die Briten fiel und man ihm später im Osten von Kent (wahrscheinlich bei Aylesford) ein Grabmonument erbaute. Die Genealogie, die Beda für Hengest und Horsa angibt, macht sie zu Söhnen eines sonst unbekannten Wihtgils und zu Nachfahren des Woden (Wotan?). Nach einer späteren Notiz Bedas hieß der Sohn des Hengest Oeric mit dem Beinamen Oisc; nach ihm nannten sich die Könige von Kent Oiscingas. Mit Oeric-Oisc dürfte der in der Angelsächsischen Chronik erwähnte Æsc zu identifizieren sein.

### Angelsächsische Chronik
Die teilweise von Beda abhängige, in Jahreseinträgen fortschreitende Angelsächsische Chronik, die im 9. Jahrhundert verfasst wurde, ist die nächste wichtige Quelle für Hengest und bringt deutlich mehr Details. Zunächst wird ebenso wie bei Beda erzählt, dass Wyrtgeorn (= Vortigern) im Jahr 447 Hengest und Horsa gegen die Pikten zu Hilfe rief. In Ypwinesfleot (wohl das heutige Ebbsfleet auf der Insel Thanet in Kent) gingen die Brüder an Land, leisteten zunächst wie vereinbart den Briten gegen deren feindliche Stämme militärischen Beistand, kämpften dann aber nach Eintreffen zahlreicher weiterer Landsleute in vier mit Jahreszahl und Ort angegebenen Schlachten gegen Vortigern, so 455 bei Agælesþrep (wahrscheinlich das heutige Aylesford); in dieser Schlacht fiel Horsa. Nun wurden Hengest und dessen Sohn Æsc (= Oeric) Herrscher der Sachsen, kämpften zunächst 457 bei Crecganford (heute Crayford im London Borough of Bexley) siegreich gegen die Briten – die nach dem Verlust von 4000 Mann aus Kent nach London zurückweichen mussten –, dann 465 ebenso siegreich bei Wippedes fleot (Lage unbekannt). In dieser letzteren Schlacht wurden zwölf britische Häuptlinge, aber nur ein sächsischer Anführer, der Thane Wipped, getötet. Nachdem Hengest und sein Sohn 473 noch einen Kampf an einem ungenannten Ort gegen die Briten gewonnen hatten, verzeichnet die Angelsächsische Chronik für das Jahr 488, dass Æsc nun König von Kent wurde, so dass Hengest in diesem Jahr gestorben sein müsste.

### Historia Brittonum
Die angeblich von Nennius verfasste Historia Brittonum (9. Jahrhundert), die stellenweise Gildas benutzt, stimmt beim Thema Hengest in den wesentlichen Kernpunkten mit Beda und der Angelsächsischen Chronik überein, bringt aber auch viele neue, zweifellos legendäre Einzelheiten. Statt im Jahr 449 setzt die Historia Brittonum die Landung der – hier als aus ihrer Heimat Verbannte bezeichneten – Brüder Hengest und Horsa in England im Jahr 447 an und erweitert deren Stammbaum zu noch früheren Vorfahren, so dass sie Nachkommen eines von den Germanen verehrten Gottes werden. Als Ort, den die Neuankömmlinge von Guorthigern (= Vortigern) als Siedlungsgebiet zugewiesen bekamen, wird die Insel Thanet angegeben. Wie bei den früheren Darstellungen holte Hengest laut Nennius nun zur Bekämpfung der nordenglischen Völker Verstärkungen aus seiner Heimat, allerdings so viele, dass die Briten ihnen nicht mehr die versprochenen Kleider und Nahrungsmittel liefern konnten. 
Als neues Element kommt hinzu, dass Hengest nicht nur seinen Sohn (hier Ohta genannt), sondern auch seine schöne (erst beim englischen Historiker Geoffrey von Monmouth mit dem Namen Rowena versehene) Tochter nach England kommen ließ, die Vortigern verführen und den Sachsen gefügig machen sollte. Tatsächlich verliebte sich Vortigern in Hengests Tochter und erhielt sie gegen Abtretung von Kent an die Sachsen zur Gattin. Später musste Vortigern aus seinem Reich flüchten, und sein erst bei Nennius auftauchender Sohn Guorthemir (= Vortimer bei Geoffrey von Monmouth) übernahm die Führung bei den ersten Kämpfen der Briten gegen die germanischen Invasoren. Im Gegensatz zu seinem negativ gezeichneten Vater wird Vortimer als idealistischer und frommer Leiter des britischen Abwehrkampfes beschrieben, der mehrmals erfolgreich gegen Hengest kämpfte, dessen Bruder Horsa in einer dieser Schlachten fiel. Schließlich verließen die Sachsen England, kehrten aber nach dem bald darauf erfolgten Tod des Vortimer im Vertrauen auf ihr gutes Verhältnis zu Vortigern wieder zurück.
Obwohl die Sachsen nun unangefochten in Kent leben konnten, da Vortigern die Tochter des Hengest sehr liebte, ließ letzterer bei einem Gastmahl anlässlich der (angeblichen) Bekräftigung des Friedens 300 britische Adlige und Militärführer verräterisch ermorden und erpresste von dem als einzigen verschonten Vortigern, dass dieser für seine Freilassung einige Provinzen (Essex, Sussex, Middlesex) abtrat. Nach dem Tod des Hengest folgte ihm laut Nennius sein Sohn Ohta; stattdessen lässt die Angelsächsische Chronik, wie gesagt, Æsc (= Oeric bei Beda) auf Hengest folgen.

### Spätere Autoren
Spätere Autoren hängen vor allem von den eben genannten Primärquellen ab. Am Anfang der Tradition, welche die dürren Berichte der frühen Chronisten mit vielen fantasievollen Zusätzen ausschmückte, steht Geoffrey von Monmouth, der in seiner Historia Regum Britanniae (1139) im Wesentlichen dem Bericht des Nennius über die Invasion Britanniens folgt, ihn aber romanhaft erweitert, auch neue Aspekte einbaut und Hengest ebenso negativ wie Nennius porträtiert, während beide Autoren die einheimischen Briten in positivem Licht darstellen. Da Geoffreys Werk im späten Mittelalter am weitesten verbreitet war und als historisch zuverlässig galt, wurde Hengest dementsprechend in den meisten Darstellungen als hinterlistiger Heide charakterisiert. Ganz anders war die Auffassung der Friesen (seit Ende des 16. Jahrhunderts), die ihn als idealen Kriegsherrn und „freien Friesen“ sahen. Erst im Stück Hengist, King of Kent, or the Mayor of Quinborough von Thomas Middleton (1620) wurde Hengest wieder zum Nationalhelden der Briten stilisiert.

## Hengest als Gegenspieler Finns
Die einzigen zwei Quellen, die Hengest als Kontrahenten des Friesenkönigs Finn nennen, sind zwei altenglische Gedichte, das sog. Finnsburg-Fragment, das nur in einem 1705 erschienenen Buch des englischen Gelehrten George Hickes erhalten ist, der ein heute verlorenes Folio-Manuskript abschrieb, und die Finn-Episode im Beowulf (Vers 1068–1159). Die dahinterstehende Nordseesage kann aufgrund der bruchstückhaften Informationen nur lückenhaft – teilweise durch vergleichende Sagenforschung – rekonstruiert werden. Daher ist die hier angegebene Skizze der Handlung stark vereinfacht und in vielen Punkten strittig:
Der Friesenkönig Finn war mit Hildeburh, der Schwester des Dänenkönigs Hnæf, verheiratet; das Paar hatte einen jungen Sohn, dessen Namen nicht angegeben wird, der aber nach Genealogie-Listen altenglischer Herrscherhäuser anscheinend Friþuwulf (oder Fredulf) gelautet haben dürfte. Auf Einladung Finns segelte dessen Schwager mit 60 Getreuen, darunter Hengest, nach Friesland und bezog des Nachts in einer Finnsburuh genannten Halle Quartier.
Hier setzt das 48-zeilige Finnsburg-Fragment ein, wonach Hnæf und seine Leute im fahlen Mondlicht die anrückenden Friesen sahen und sich so tapfer verteidigten, dass sie in fünf Tagen ohne Verluste die Angriffe abwehren konnten, während es bei den Friesen viele Tote gab.
Im nun folgenden rekonstruierten Zwischenstück musste der dänische König Hnæf doch sein Leben lassen und an seine Stelle trat Hengest als Anführer der überlebenden Dänen. Auf friesischer Seite fiel der Sohn von Finn und Hildeburh.
Nach der Finn-Episode im Beowulf, die allerdings die Kenntnis der Handlung beim Publikum voraussetzt, konnte Finn die übriggebliebenen Dänen nicht besiegen, und beide Kriegsparteien beschworen schließlich einen Friedensvertrag, der die überlebenden Dänen zu Gefolgsleuten Finns machte. Bei der Feuerbestattung der Gefallenen weinte Hildeburh um ihren Bruder Hnæf und ihren Sohn. Nachdem die Dänen in Friesland überwintert hatten, konnten sie im Frühling wieder das Meer befahren, und der auf Rache sinnende Hengest erhielt wohl Verstärkungen aus seiner Heimat, mit denen er Finn überfiel und tötete. Dann reiste er mit zahlreichen ergatterten Schätzen und Hildeburh nach Dänemark zurück.
Hier bricht der Überlieferungsstrang über den dänischen Hengest ab.
Während das eher heroisch gestimmte Finnsburg-Fragment vor allem die kämpferischen Leistungen der Kriegshelden betont, konzentriert sich die sentimentalere Finn-Episode im Beowulf mehr auf die Lose von Hengest und Hildeburgh. Diese ist einerseits als Gattin des Friesenkönigs, andererseits als Schwester des Dänenkönigs mit beiden Konfliktparteien verwandtschaftlich verbunden und muss den Tod ihres Sohnes, Bruders und Gatten ertragen; sie erleidet also ein trauriges Schicksal durch die Stammesfehden und die eidliche Verpflichtung der Gefolgsleute des Hnæf, dessen Ermordung zu rächen. Hengest dagegen muss seine Verpflichtungen gegenüber Hnæf brechen, als er sich von dessen Mörder anstellen lässt. Um sich von diesem Makel reinzuwaschen, verstößt er wiederum gegen den Loyalitätseid gegenüber Finn, der ja nun sein neuer Gefolgsherr ist. Auf diesen Gewissenskonflikt, dem Hengest wegen einander widersprechender Treuepflichten ausgesetzt ist, wird in der Finn-Episode nur leise hingewiesen.

## Identität der Hengeste der beiden Überlieferungen?
Die Mehrheit der heutigen Forscher nimmt an, dass der als Begleiter des Hnæf dargestellte Hengest und der als Führer der in Britannien einfallenden Germanen porträtierte Hengest ein und dieselbe Person waren. Die beiden voneinander unabhängigen Überlieferungen (Finnsburg-Fragment und Finn-Episode einerseits, Beda und die Angelsächsische Chronik andererseits) liefern aber keine Hinweise für diese Identifizierung, die erst in einer sehr späten Quelle (einer „Brut“-Version) erfolgt. Der als Gefolgsmann des Hnæf erscheinende Hengest muss – trotz seiner führenden Rolle – nicht unbedingt ein Däne gewesen sein, da z. B. auch Sigeferð als Adliger aus dem Stamm der Secgan ein nichtdänischer Krieger des Hnæf war. Andererseits lässt sich auch für den angelsächsischen Eroberer Hengest keine eindeutige Zuordnung zu einem Stamm treffen. Nach Beda war er höchstwahrscheinlich ein Jüte, da sich dieser Volksstamm laut Beda in Kent ansiedelte. Zuvor könnte Hengest also durchaus als jütischer Söldner bei Hnæf gedient haben.
Nimmt man die Identität der Hengeste der beiden Traditionsstränge an, so erhält man durch deren Kombination folgenden Lebenslauf des Hengest: Er begleitete als junger Mann den Dänenkönig Hnæf an den Hof des Friesenkönigs Finn, in dessen Dienste er nach dem Überfall der Friesen und dem Mord an seinem Herrn trat, um mit den übriggebliebenen Dänen überleben zu können. Später aber ermordete er Finn, um den getöteten Hnæf zu rächen, und kehrte nach Dänemark zurück. Einige Zeit danach leitete er mit seinem Bruder Horsa die germanische Invasion Britanniens, eroberte Kent, starb 488 und ihm folgte sein Sohn Oeric, von dem das in Kent regierende Herrschergeschlecht der Oiscingas abstammte.

## Frage der Historizität
Es stellt sich generell die Frage, ob Hengest und Horsa historische Personen waren oder nur Konstrukte der späteren Überlieferung. Ein Teil der älteren, aber auch große Teile der neueren Forschung spricht den Brüdern ihre Historizität ab und sieht in ihnen stattdessen eine englische Version der indogermanischen Dioskurensage. In der Regel wird die Herkunftssage (Origo gentis) als ein typisch topisches Element betrachtet, das auch bei mehreren anderen gentes der Völkerwanderungszeit anzutreffen ist. Dies dürfte nach Ansicht der neueren Forschung auch auf Hengest und Horsa zutreffen, deren „Geschichte“ eine spätere Konstruktion ist.
Es wurde auch die Theorie aufgestellt, dass sie mythische Gründer des Königreichs Kent waren und aufgrund ihrer Namen, die „Hengst“ und „Pferd“ bedeuten, ursprünglich Pferdegottheiten darstellten (vgl. auch Pferdeköpfe (Giebelschmuck), Hengst und Hors). Andere Überlegungen waren, dass sie legendäre göttliche Zwillinge seien, ähnlich Romulus und Remus, oder dass Hengest ein Ehrenname eines seinerzeitigen Kriegsherren, Horsa hingegen eine spätere Hinzufügung war, vielleicht durch einen Lesefehler bei einer Randbemerkung in einem Manuskript, die nur sagen wollte, dass Hengest eben horse, also Pferd, bedeutet.
Zumindest der Bericht des etwa ein Jahrhundert später schreibenden Gildas über die germanische Einwanderung in England dürfte im Großen und Ganzen glaubwürdig sein, weisen doch auch archäologische Funde auf die Präsenz germanischer Söldner im Südengland des 5. Jahrhunderts hin, und es war am europäischen Kontinent durchaus Praxis spätrömischer Feldherrn (z. B. Flavius Aëtius), „Barbaren“ gegen Bezahlung anzuwerben, um die Grenzen zu verteidigen. Da jedoch Gildas keine Namen nennt, kann aus seinem Bericht nichts über die Historizität von Hengist und Horsa abgeleitet werden. 
Insgesamt betrachtet scheint es daher wahrscheinlicher, dass es sich bei Hengest und Horsa eher um mythische Personen der späteren Überlieferung und nicht um historisch reale Persönlichkeiten gehandelt hat.

## Reminiszenzen

Wappen der Stadt Bünde

Die ostwestfälische Stadt Bünde zeigt in ihrem Stadtwappen zwei Ritter, die sich die Hände reichen. Der Sage nach handelt es sich dabei um Hengist und Horsa, die an dem Ort des heutigen Stadtgebietes einen Bund zur Eroberung Britanniens schlossen. So gibt es in Bünde heute auch den Hengistweg und die Horsastraße.
Auch der Straßenname Horsatal in Wenningstedt-Braderup auf der nordfriesischen Insel Sylt verweist auf Hengist und Horsa. Laut Legende sollen im Jahr 449 Hengist und Horsa vom damaligen Hafen des alten Wennigstedt aus mit einem Heer nach Britannien aufgebrochen sein.
In der britischen Komödie Ist ja irre – Cäsar liebt Cleopatra (Originaltitel: Carry On Cleo) von 1964 sind die Freunde Hengist und Horsa unfreiwillige Helden, die gemeinsam gegen die Römer kämpfen.

## Denkmäler
Eine Gedenktafel für ihn fand Aufnahme in die Walhalla bei Regensburg.